# Józef Piłsudski
Józef Klemens Piłsudski, poljski državnik in vojskovodja, * 5. december 1867, Zułów, Guvernat Vilna, Rusko cesarstvo (zdaj Zalavas, Litva), † 12. maj 1935, Varšava, Poljska.
Po prvi svetovni vojni je postajal vedno bolj dominantna osebnost poljske politike in aktiven v mednarodni diplomaciji. Bil je vodja države (Naczelnik państwa, 1918–1922) in prvi maršal Druge poljske republike (od 1920). Na položaju ministra za vojaške zadeve je bil de facto vodja države, do svoje smrti leta 1935. Velja za očeta Druge poljske republike.
Kot potomec nižjega plemstva se je videl kot naslednika kulture in tradicije Republike obeh narodov in si je zamišljal Poljsko kot »dom narodov«, večetnično državo, v kateri bi sobivale tudi avtohtone etnične in verske manjšine. Na začetku politične poti je postal vodja Poljske socialistične stranke. Verjel je v vojaško pot za osamostvojitev Poljske in je ustanovil Poljske legije. Leta 1914 je predvidel veliko vojno, v kateri bodo Rusko cesarstvo in Centralne sile poraženi. Po izbruhu prve svetovne vojne leta 1914 so se Piłsudskijeve legije borile na strani Avstro-Ogrske proti Rusiji, leta 1917 pa je odrekel podporo Centralnim silam, zato so ga Nemci zaprli v Magdeburgu.
Po osamosvojitvi Poljske novembra 1918 je bil imenovan za vodjo države in je v tej vlogi poveljeval poljskim silam v šestih vojnah, ki so na novo zarisale meje države. Tik pred porazom v poljsko-sovjetski vojni so njegove sile dosegle znamenit preobrat in odbile sovjetsko invazijo v bitki pri Varšavi. Kljub temu so do leta 1923 vlado prevzeli njegovi politični nasprotniki, predvsem nacionalni demokrati, zato se je Piłsudski umaknil iz politike. Znova je prišel na oblast tri leta kasneje z majskim udarom in vladal s trdo roko v režimu Sanacje. Osredotočal se je zlasti na vojaške zadeve in zunanjo politiko in razvil kult osebnosti, ki je v 21. stoletju na Poljskem do neke mere še vedno živ.